# Xiangcheng, Xiangyang
Xiangcheng är ett stadsdistrikt och säte för stadsfullmäktige i Xiangyangs stad på prefekturnivå i Hubei-provinsen i centrala Kina.
Det ligger omkring 260 kilometer nordväst om provinshuvudstaden Wuhan. 